# Herman Kahn

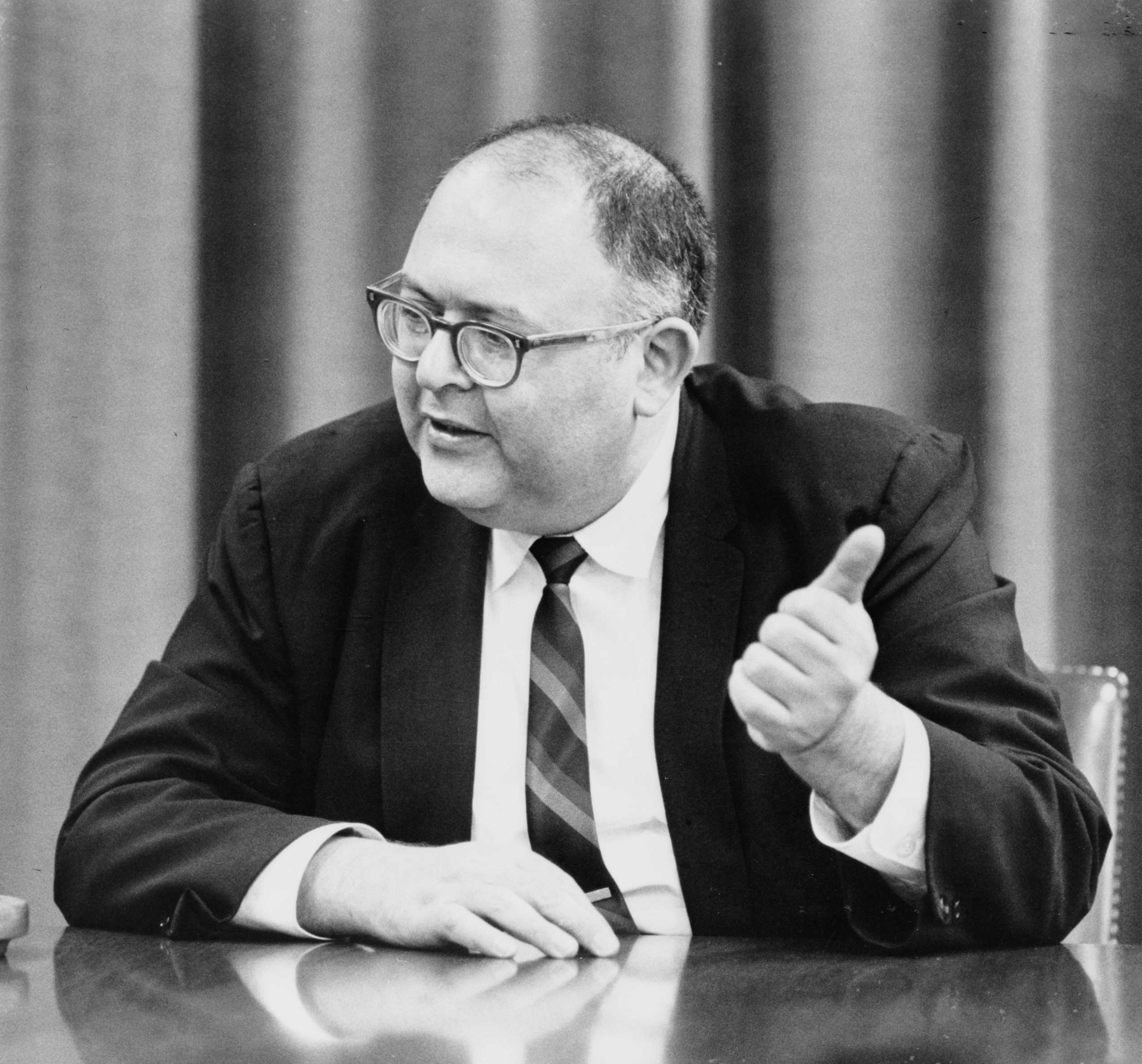
Herman Kahn, 1965

Herman Kahn (* 15. Februar 1922 in Bayonne, New Jersey; † 7. Juli 1983 in Chappaqua, New York) war ein US-amerikanischer Nuklearstratege, Kybernetiker und Futurologe.

## Frühe Jahre
Kahn wuchs in einer jüdischen Familie im Stadtteil Bronx von New York City auf. Nach der Scheidung seiner Eltern zog er nach Los Angeles um und immatrikulierte sich an der University of California, Los Angeles (UCLA) mit dem Hauptfach Physik. Im Zweiten Weltkrieg trat er in die United States Army ein und diente als Telefonist in Burma.
Im Jahr 1945 nahm er sein Studium wieder auf. Er erwarb einen Bachelor-Abschluss an der UCLA und beabsichtigte eine Promotion im Fach Physik am California Institute of Technology (Cal Tech). Indes musste er sein Studium wegen finanzieller Schwierigkeiten mit einem Master-Grad beenden und versuchte sich dann ohne große Begeisterung als Immobilienmakler. Bald erhielt er eine Stelle bei der RAND-Corporation (Research And Development, wörtlich „Forschung und Entwicklung“), der seinerzeit führenden strategischen Denkfabrik.
Beim Lawrence Livermore National Laboratory in Nordkalifornien wirkte Kahn in enger Zusammenarbeit mit Physikern wie Edward Teller und Hans Bethe sowie den Mathematikern John von Neumann und Albert Wohlstetter an der Entwicklung der Wasserstoffbombe mit.

## Der Kalte Krieg
Kahns wichtigste wissenschaftliche Beiträge waren die von ihm zum Kalten Krieg entwickelten Theorien, in denen er „das Unvorstellbare“ zu überlegen wagte. Unvorstellbar war vor allem der Atomkrieg. Kahn wollte die sogenannte Spieltheorie darauf anwenden. Bis 1954 hatte die vorherrschende Nuklearstrategie der US-Regierung unter Eisenhower aus einem „massiven Gegenschlag“ (massive retaliation) bestanden, den u. a. US-Außenminister John Foster Dulles befürwortet hatte. Nach dieser Theorie, als New Look bezeichnet, bedrohte die neue Supermacht UdSSR die Amerikaner und ihre strategischen Interessen überall auf der Welt. Die potentiellen Schlachtfelder waren zu zahlreich, als dass die USA eventuellen Angriffen der Sowjets gleichzeitig überall hätten wirkungsvoll mit konventionellen Fähigkeiten begegnen können. Deswegen müssten sie kundtun, dass ihre Reaktion auf irgendeine sowjetische Aggression irgendwo auf der Welt ein nuklearer Erstschlag wäre.
Ende der 1950er Jahre wuchsen die Spannungen des Kalten Krieges. 1957 hatte die Sowjetunion den Satelliten Sputnik erfolgreich in eine Erdumlaufbahn befördert. Durch den dadurch ausgelösten Sputnik-Schock gerieten viele Amerikaner in Panik, dass ihr Land den Wettlauf ins All (Space Race) verlieren könnte, und es wurde großer Druck auf die Wissenschaftler ausgeübt, ihre Anstrengungen zu verstärken. Man sprach von einer sich verbreiternden „Raketenlücke“ (missile gap) zwischen den USA und der Sowjetunion. 1960 veröffentlichte Kahn sein Buch On Thermonuclear War (Über den Nuklearkrieg). Der Titel war eine deutliche Anspielung auf die klassische und bahnbrechende Abhandlung des 19. Jahrhunderts, Vom Kriege des preußisch-deutschen Strategen Carl von Clausewitz. Kahn gründete seine Theorie auf zwei heftig umstrittene Prämissen: Erstens, dass ein Nuklearkrieg zweckmäßig und durchführbar sei, zweitens, dass er gewonnen werden könne. Auch wenn Hunderte von Millionen Menschen sterben oder nur mehrere Großstädte zerstört werden würden – das Leben ginge weiter, behauptete Kahn.
Kahn glaubte, dass die US-Strategie unvertretbar sei, nicht pazifistischer Ideale wegen – die er persönlich nicht teilte –, sondern weil die Theorie primitiv und möglicherweise destabilisierend sei. Der New Look könne die Sowjets dazu verleiten, ihre kleineren militärischen Aktivitäten (z. B. in Afrika oder Südasien) mit einem großen Luftangriff gegen die Bomberstützpunkte der Amerikaner einzuleiten. Ein solcher Schritt würde die amerikanische nukleare Bedrohung sofort beseitigen und die USA dazu zwingen, den unerwünschten herkömmlichen Bodenkrieg zu führen, worauf die Amerikaner nicht vorbereitet seien.
Mit dieser Ansicht stieß er auf starke Kritik. Kahn argumentierte aber unbeirrt, dass es nicht nur scheinheilig sei, diese Diskussion nicht führen zu wollen, sondern sogar dem offiziellen Standpunkt im Kalten Krieg schade. Wenn das Volk nämlich nicht bereit sei, der Gefahr ins Auge zu sehen, die ein Atomkrieg mit sich bringe und ihn grundsätzlich ablehne, nähme man dem Drohszenario der USA gegenüber der Sowjetunion die Glaubwürdigkeit: die Sowjets könnten annehmen, die USA seien nicht bereit, im Ernstfall auf einen (konventionellen) Angriff mit einem (nuklearen) Erstschlag zu antworten. Dann sei alle militärische Machtdemonstration nur ein Bluff, der spieltheoretisch durchschaubar und damit unwirksam sei. In Anbetracht der nuklearen Aufrüstung des Gegners müssten die USA ihr Bedrohungsszenario aber nicht nur glaubwürdig präsentieren, sondern sogar noch ausbauen: die sogenannte Zweitschlagskapazität, also die Möglichkeit, selbst nach einem verheerenden atomaren Angriff noch zurückschlagen zu können und die UdSSR zu vernichten, sei unverzichtbar. Dies war der Grundgedanke der mutually assured destruction (MAD), in der beide Seiten die Möglichkeit besitzen, die andere selbst nach einem überraschenden Erstschlag noch zu vernichten und somit jeden Angriff völlig sinnlos erscheinen zu lassen. Dabei dürften aber die konventionellen Streitkräfte nicht vernachlässigt werden. Beim Auftreten kleinerer Konflikte müssten diese noch auf traditionelle Weise ausgefochten werden können, ohne direkt auf Atomwaffen zurückgreifen zu müssen.

### Nachdenken über das Unvorstellbare
Interessanterweise bewunderten und priesen einige Pazifisten wie Abraham J. Muste und Bertrand Russell Kahns Theorien. Sie glaubten, diese stellten ein starkes Argument für die totale Abrüstung dar, indem sie unterstellten, dass ein Atomkrieg so gut wie unvermeidbar sei. Andere kritisierten Kahn heftig, indem sie darauf hinwiesen, dass die Idee eines siegreichen Atomkrieges diesen umso wahrscheinlicher machen würde.
Weil er sich nicht scheute, die grausamsten Möglichkeiten zu verdeutlichen, betrachteten viele Kritiker Kahn als Scheusal (im Privatleben war er als liebenswürdiger Mensch bekannt). Kahn war bereit, sich eine Welt nach dem Atomkrieg vorzustellen – im Gegensatz zu den meisten anderen Strategen. Die üblichen Einwände störten ihn nicht. Der radioaktive Niederschlag war für ihn zum Beispiel nur eine der vielen Unannehmlichkeiten und Unbequemlichkeiten im Leben. Selbst der Anstieg der Geburtsschäden würde die Menschheit nicht zum Aussterben verurteilen, weil bei jedem Atomschlag die Mehrheit der Überlebenden nicht beeinträchtigt würde. Kontaminierte Lebensmittel könnte man ausdrücklich für den Verzehr durch alte Menschen bestimmen, weil diese voraussichtlich ohnehin sterben würden, bevor der durch Radioaktivität verursachte Krebs ausbräche.
Selbst ein Mindestmaß an bescheidenen Vorbereitungen, etwa der Errichtung von Schutzräumen gegen radioaktiven Niederschlag oder der Beteiligung an Evakuierungssplanspielen und Zivilverteidigungsübungen, würden die Bevölkerung zum Wiederaufbau anspornen. Weiterhin wäre ein gutes Zivilverteidigungsprogramm ein zusätzliches Abschreckungsmittel, weil es den Kräften der anderen Seite die zerstörerische Wirkung erschweren und so den Anreiz, Atomwaffen einzusetzen, dämpfen würde.
Laut Kahn war es wert, solche Überlegungen zu akzeptieren, um dem gesamten europäischen Kontinent den gewaltigen atomaren Gegenschlag zu ersparen, wie er vor der MAD-Doktrin wahrscheinlich war.

## Das Hudson Institute
1961 gründeten Kahn, Max Singer und Oscar Ruebhausen das Hudson Institute. Es war eine Organisation für Politikforschung in Croton-on-Hudson (US-Bundesstaat New York). Diese Intellektuellen forderten ausdrücklich den Pessimismus von linksorientierten Gruppen wie dem Club of Rome heraus. Das Hudson-Institute lud Koryphäen ein, wie den Soziologen Daniel Bell, den französischen Philosophen Raymond Aron und den Schriftsteller Ralph Ellison, der 1952 den bahnbrechenden Roman Der unsichtbare Mann geschrieben hatte. Die starken und empörten Gegenstimmen trafen Kahn und brachten ihn dazu, seine Haltung oder zumindest seinen Ton zu ändern. Antworten an seine Kritiker, wie in seinem Buch, Thinking About the Unthinkable (Das Undenkbare denken; 1962), fielen weniger scharf aus als früher. Drei Jahre später veröffentlichte er ein Werk über militärische Strategie, On Escalation. Von 1966 bis 1968 diente Kahn dem US-amerikanischen Verteidigungsministerium als Berater. Dem zunehmenden Druck aus der Bevölkerung nach direkten Verhandlungen mit Nordvietnam trat er mit der Auffassung entgegen, die einzige Lösung sei eine weitere militärische Eskalation. Er begründete dies vor allem damit, dass der Krieg ohne Strategie für einen geordneten Rückzug (exit strategy) bei unerwartet starker Gegenwehr begonnen worden war. Zusammen mit Anthony J. Wiener veröffentlichte er 1967 einen Bestseller zur langfristigen und spekulativen Entwicklung des internationalen Systems, der in Deutschland unter dem Titel Ihr werdet es erleben. Voraussagen der Wissenschaft bis zum Jahre 2000 erschien. Darin wird der Anspruch an die Zukunftsforschung formuliert, diese solle Prognosen erstellen und deren Abhängigkeit von jeweils gegenwärtigen politischen Maßnahmen darstellen, um somit die Voraussetzungen für langfristiges und zielgerichtetes politisches Handeln zu schaffen.

## Spätere Jahre
Nach der Entspannung zwischen den Supermächten Anfang der 1970er Jahre beschäftigte sich Kahn weiterhin mit Zukunftsforschung, deren Annahmen einer negativen Entwicklung er kritisierte. Kahn und das Hudson Institute standen relativ rechts in der Politik und versuchten, populäre apokalyptische Essays wie Die Bevölkerungsbombe von Paul R. Ehrlich, Die Grenzen des Wachstums des Club of Rome, oder The Tragedy of the Commons von Garrett Hardin zu widerlegen. Nach Kahns Ansicht bieten der Kapitalismus und die Technik unbegrenzte Fortschrittsmöglichkeiten; er nahm an, die Kolonisierung des Weltalls stünde kurz bevor. Am Ende des Jahrzehnts bewegte Kahn sich weiter politisch nach rechts. Er schrieb zustimmend über die Politik von Ronald Reagan und verspottete Jonathan Schell, der behauptet hatte, die langfristigen Konsequenzen eines Nuklearkrieges würden die Menschheit zerstören. Kahns Buch Die nächsten 200 Jahre stellte ein optimistisches Bild der wirtschaftlichen Lage im Jahre 2176 dar. Er schrieb auch mehrere Bücher über die Systemtheorie und über die Zukunft der amerikanischen, japanischen und australischen Volkswirtschaften.
Kahn starb 1983 an einem Schlaganfall.

## „Dr. Seltsam“
Angeblich war Kahn eines der Vorbilder für Dr. Seltsam im gleichnamigen Film des Regisseurs Stanley Kubrick (1964), zusammen mit Edward Teller, Henry Kissinger und Wernher von Braun. Kubrick hatte Kahns Werke ausführlich gelesen und bestand darauf, dass der Produzent des Films sie auch lesen sollte. Kubrick lernte Kahn persönlich kennen, und Kahn gab Kubrick die Idee für die „Doomsday-Maschine“ (doomsday, wörtlich das Jüngste Gericht, hier im Sinne der Auslöschung der Menschheit), eine Erfindung, die den ganzen Planeten infolge eines Nuklearangriffs sofort zerstören würde. Im Film erwähnt der US-Präsident einen von der "BLAND Corporation" verfassten Bericht über die Doomsday-Maschine. In der Tat war die Doomsday-Maschine der Inbegriff jener destabilisierenden Taktik, die Kahn selbst vermeiden wollte, weil ihr einziger Zweck nicht militärisch, sondern nur eine Bedrohung oder ein Bluff war.
Kahn war auch das Vorbild für Walter Matthaus Rolle in dem 1964 gedrehten Film Angriffsziel Moskau (engl. Originaltitel Fail-Safe).

## Veröffentlichungen
- On Thermonuclear War. Princeton University Press, 1960
- On Escalation. Praeger, New York 1965
  - Eskalation. Die Politik mit der Vernichtungsspirale. Propyläen, Berlin 1966; Ullstein, Frankfurt/Berlin/Wien 1970
- mit Anthony J. Wiener: The Year 2000: A Framework for Speculation on the Next Thirty-Three Years. MacMillan, New York 1967, ISBN 0-02-560440-6
  - Ihr werdet es erleben. Voraussagen der Wissenschaft bis zum Jahre 2000. Molden, Wien/München/Zürich 1968; Rowohlt, Reinbek 1971, ISBN 3-499-16677-1
    - Nachrichten von morgen, Rezension von Robert Jungk, Der Spiegel, Nr. 10, 3. März 1969
    - Zeitläufte: Ihr werdet es erleben, Rückblick von Guenter Haaf, Die Zeit, Nr. 1/1998
- Modell für 1980. In: Claus Grossner, Hans Hermann Münchmeyer, Arend Oetker, Carl Christian von Weizsäcker (Hrsg.) Das 198. Jahrzehnt. Eine Team-Prognose für 1970 bis 1980. Hamburg, Christian Wegner Verlag, 1969
- The Emerging Japanese Superstate: Challenge and Response. Prentice-Hall, Englewood Cliffs 1970, ISBN 0-13-274670-0
  - Bald werden sie die Ersten sein. Japan 2000. Zukunftsmodell der neuen Herren der Welt. Molden, Wien/München/Zürich 1970; Goldmann, München 1972, ISBN 3-442-02987-2
- Things to Come: Thinking About the Seventies and Eighties. MacMillan, New York 1972, ISBN 0-02-560470-8
  - Angriff auf die Zukunft. Die 70er und 80er Jahre, so werden wir leben. Molden, Wien/München/Zürich 1972, ISBN 3-217-00413-2; Rowohlt, Reinbek 1975, ISBN 3-499-16893-6
- (Hrsg.): The future of the corporation. Mason & Lipscomb, New York 1974, ISBN 0-88405-009-2.
  - Die Zukunft des Unternehmens. Verlag Moderne Industrie, München 1974
- The next 200 years: a scenario for America and the world. William Morrow, New York 1976, ISBN 0-688-03029-7
  - Vor uns die guten Jahre. Ein realistisches Modell unserer Zukunft. Molden, Wien [u. a.] 1977, ISBN 3-217-00820-0
- World Economic Development: 1979 and Beyond. William Morrow, New York 1979, ISBN 0-688-03479-9.
  - Die Zukunft der Welt (1980–2000). Molden, Wien [u. a.] 1980, ISBN 3-217-00376-4; Moewig, Rastatt 1981, ISBN 3-8118-3131-3
- mit Thomas Pepper: The Japanese challenge: The success and failure of economic success. William Morrow, New York 1980, ISBN 0-688-08710-8
- mit Thomas Pepper: Will She be Right? The Future of Australia. University of Queensland Press, 1981, ISBN 0-7022-1569-4
- mit Michael Redepenning: Die Zukunft Deutschlands. Niedergang oder neuer Aufstieg der Bundesrepublik. Molden, Wien [u. a.] 1982, ISBN 3-217-01244-5
- The Coming Boom: Economic, Social and Political. Horizon, 1982, ISBN 0-671-44262-7
  - Der kommende Boom. Programm für eine zukunftsorientierte Wirtschafts- und Geldpolitik. Scherz, Bern/München 1983, ISBN 3-502-17360-5; Goldmann, München 1985, ISBN 3-442-06875-4
- Thinking about the Unthinkable in the 1980s. Simon and Schuster, New York 1984, ISBN 0-671-47544-4
  - Nachdenken über den Atomkrieg. Konflikt-Szenarios mit simulierten Situationen im Dienst der Friedensstrategie. Scherz, Bern/München 1983, ISBN 3-502-16361-8; Ullstein, Frankfurt/Berlin 1987, ISBN 3-548-34399-6